# سیارک ۵۵۸۴۴
سیارک ۵۵۸۴۴ (به انگلیسی: 55844 Bicak، نامگذاری:1996RN2) پنجاه و پنج هزار و هشتصد و چهل و چهارمین سیارک کشف شده‌است که در ۱۲ سپتامبر ۱۹۹۶ کشف شد.